# طردان
الطَرَدان أو السيوان أو الشلمون (باللاتينية: Cephalaria) جنس نباتي يتبع الفصيلة الممشقية.

## أنواع الجنس
حسب موقع لائحة النباتات يضم الجنس 88 نوعًا مقبولا و93 نوعا لم يحسم أمرها بعد. يوجد عدد منها في مناطق الوطن العربي وحوض البحر الأبيض المتوسط.

### أنواعواطنةفي الوطن العربي
1. الطردان الأرزي (باللاتينية: Cephalaria cedrorum) متوطن في بلاد الشام
2. طردان بالانسي (باللاتينية: Cephalaria balansae) في بلاد الشام
3. الطردان الدقيق (باللاتينية: Cephalaria tenella) في بلاد الشام
4. الطردان السوري (باللاتينية: Cephalaria syriaca) في بلاد الشام والمغرب العربي وقبرص وتركيا والقوقاز
5. الطردان الكسرواني (باللاتينية: Cephalaria kesruanica) في بلاد الشام
6. الطردان المطري (باللاتينية: Cephalaria amana) في بلاد الشام
7. الطردان نجمي الشعر (باللاتينية: Cephalaria stellipilis) في بلاد الشام
8. الطردان الهلبي (باللاتينية: Cephalaria setosa) في بلاد الشام
9. الطردان اليافاوي (باللاتينية: Cephalaria joppensis ) في بلاد الشام

### أنواع أخرى
1. الطردان الأناضولي (باللاتينية: Cephalaria anatolicum) في تركيا